# 小行星5404
小行星5404（英語：5404 Uemura）是一颗围绕太阳公转的小行星。1991年3月15日，圓舘金、渡邊和郎在北见发现了此天体。
这颗小行星的绝对星等为327.68502等。